# Alloclubionoides
Alloclubionoides es un género de arañas araneomorfas de la familia Amaurobiidae. Se encuentran en el este de Asia y extremo oriente de Rusia.

## Especies
Según The World Spider Catalog 11.0:
- Alloclubionoides amurensis (Ovtchinnikov, 1999)
- Alloclubionoides bifidus (Paik, 1976)
- Alloclubionoides circinalis (Gao & al. in Song, Zhu, Gao & Guan, 1993)
- Alloclubionoides cochlea (Kim, Lee & Kwon, 2007)
- Alloclubionoides coreanus Paik, 1992
- Alloclubionoides dimidiatus (Paik, 1974)
- Alloclubionoides euini (Paik, 1976)
- Alloclubionoides grandivulvus (Yaginuma, 1969)
- Alloclubionoides jaegeri (Kim, 2007)
- Alloclubionoides jirisanensis Kim, 2009
- Alloclubionoides kimi (Paik, 1974)
- Alloclubionoides lunatus (Paik, 1976)
- Alloclubionoides mandzhuricus (Ovtchinnikov, 1999)
- Alloclubionoides meniscatus (Zhu & Wang, 1991)
- Alloclubionoides napolovi (Ovtchinnikov, 1999)
- Alloclubionoides nariceus (Zhu & Wang, 1994)
- Alloclubionoides ovatus (Paik, 1976)
- Alloclubionoides paiki (Ovtchinnikov, 1999)
- Alloclubionoides paikwunensis (Kim & Jung, 1993)
- Alloclubionoides pseudonariceus (Zhang, Zhu & Song, 2007)
- Alloclubionoides quadrativulvus (Paik, 1974)
- Alloclubionoides rostratus (Song, Zhu, Gao & Guan, 1993 )
- Alloclubionoides terdecimus (Paik, 1978)
- Alloclubionoides triangulatus (Zhang, Zhu & Song, 2007)
- Alloclubionoides trisaccatus (Zhang, Zhu & Song, 2007)
- Alloclubionoides wolchulsanensis Kim, 2009